# Live at Madison Square Garden
Live at Madison Square Garden es un vídeo de Bon Jovi sobre el concierto realizado en el Madison Square Garden de Nueva York, el 15 de julio de 2008. Editado en DVD y Bluray en el año 2009.

## Lista de canciones
| N.º | Título                                                      | Escritor(es)                                       | Duración |  |
| 1.  | «Lost Highway»                                              | Jon Bon Jovi, Richie Sambora, John Shanks          | 4:19     |  |
| 2.  | «Born to Be My Baby»                                        | Bon Jovi, Sambora, Desmond Child                   | 5:09     |  |
| 3.  | «Blaze of Glory»                                            | Bon Jovi                                           | 6:07     |  |
| 4.  | «It's My Life»                                              | Bon Jovi, Sambora, Max Martin                      | 3:45     |  |
| 5.  | «Keep the Faith»                                            | Bon Jovi, Sambora, Child                           | 6:21     |  |
| 6.  | «Raise Your Hands»                                          | Bon Jovi, Sambora                                  | 4:53     |  |
| 7.  | «Living in Sin/Chapel of Love»                              | Bon Jovi/Jeff Barry, Ellie Greenwich, Phil Spector | 5:54     |  |
| 8.  | «Always»                                                    | Bon Jovi                                           | 7:23     |  |
| 9.  | «Whole Lot of Leavin'»                                      | Bon Jovi, Shanks                                   | 5:04     |  |
| 10. | «In These Arms»                                             | Bon Jovi, Sambora, David Bryan                     | 6:25     |  |
| 11. | «We Got It Going On»                                        | Bon Jovi, Sambora, Kenny Alphin, John Rich         | 4:44     |  |
| 12. | «I'll Be There for You» (Richie Sambora on the lead vocals) | Bon Jovi, Sambora                                  | 8:56     |  |
| 13. | «(You Want to) Make a Memory»                               | Bon Jovi, Sambora, Child                           | 4:42     |  |
| 14. | «Blood on Blood»                                            | Bon Jovi, Sambora, Child                           | 6:02     |  |
| 15. | «Dry County»                                                | Bon Jovi                                           | 9:57     |  |
| 16. | «Have a Nice Day»                                           | Bon Jovi, Sambora, Shanks                          | 4:22     |  |
| 17. | «Who Says You Can't Go Home»                                | Bon Jovi, Sambora                                  | 6:05     |  |
| 18. | «Hallelujah»                                                | Leonard Cohen                                      | 9:00     |  |
| 19. | «Wanted Dead or Alive»                                      | Bon Jovi, Sambora                                  | 5:40     |  |
| 20. | «Livin' on a Prayer»                                        | Bon Jovi, Sambora, Child                           | 6:10     |  |
| 21. | «Bad Medicine» (Ending credits with audio only)             | Bon Jovi, Sambora, Child                           | 4:32     |  |

| Temas extra |                            |                          |          |  |
| N.º         | Título                     | Escritor(es)             | Duración |  |
| 22.         | «You Give Love a Bad Name» | Bon Jovi, Sambora, Child | 4:04     |  |
| 23.         | «Runaway»                  | Bon Jovi, George Karak   | 5:10     |  |
| 24.         | «Bed of Roses»             | Bon Jovi                 | 8:11     |  |

## Certificaciones
| País             | Certificación | Ventas por certificado |
| ---------------- | ------------- | ---------------------- |
| Australia (ARIA) | Platino       | 15.000                 |